# Universidad Politécnica de Francisco I. Madero
La Universidad Politécnica de Francisco I. Madero (UPFIM) es una institución pública de educación superior, ubicada en la localidad de El Mexe, municipio de Francisco I. Madero, en el Estado de Hidalgo, México.

## Historia
La Universidad Politécnica de Francisco I Madero es un Organismo Público Descentralizado de la Administración Pública Estatal de Hidalgo, en términos de su decreto de creación, de fecha 11 de julio de 2005. Con una matrícula de 334 alumnos, ofertando dos programas educativos con corte agronómico. Se amplía la oferta educativa en
2009 con dos programas más, es así como nace el programa educativo de Ingeniería Financiera.
En 2014 se creó la Unidad Académica “Reserva de la Biosfera”, Metztitlán. El 1 de septiembre de 2014, inicio actividades en instalaciones provisionales del CECyTEH Plantel Metztitlán. Con tres ingenierías que alberga a 80 estudiantes. Las tres ingenierías fueron Financiera, Agrotecnología y en Sistemas Computacionales. El 22 de marzo de 2016, se hizo la colocación oficial de la primera piedra de la unidad académica.

## Oferta académica
La oferta educativa de la Universidad Politécnica de Francisco I. Madero es:
Unidad Francisco I. Madero
- Ingeniería Agroindustrial
- Ingeniería en Producción Animal
- Ingeniería en Energías
- Ingeniería en Diseño Industrial
- Ingeniería Civil
- Ingeniería Financiera
- Ingeniería en Tecnologías de la Información e Innovación Digital
- Ingeniería en Agrotecnología

Unidad Metztitlán
- Ingeniería en Tecnologías de la Información e Innovación Digital
- Ingeniería en Producción Animal
- Ingeniería en Agrotecnología
- Ingeniería Civil

## Campus
Las instalaciones de la UPFIM se encuentran en un terreno de 70 ha; que comparte con un plantel del Colegio de Estudios Científicos y Tecnológicos del Estado de Hidalgo (CECyTEH). Que pertenecían a la Escuela Normal Rural Luis Villarreal, que funcionó de 1926 a 2003. Las instalaciones, que incluyen 49 hectáreas de tierras de cultivo, dormitorios, aulas, campos deportivos, alberca semiolímpica, equipo de cómputo y un gimnasio.